# クルターグ・ジェルジュ
クルターグ・ジェルジュ（Kurtág György [ˈkurtɑ̈ːɡ ˌɟørɟ]、1926年2月19日 - 、ルーマニア・ルゴジ Lugoj（旧ハンガリー・ルゴシュ）生まれ）は、ルーマニア出身のハンガリー人の作曲家、ピアニスト、室内楽の教授。バルトーク、マリンシュテイン、ウェーベルンらの影響を受けており、表現主義においてウェーベルンの後継者と言われている。

## 略歴
1940年、ティミショアラでカルドシュ・マグダにピアノ、エイシコヴィツ・マックスに作曲のレッスンを受け始める。1946年、ブダペストに移りフランツ・リスト音楽院に入学する。ヴェレシュ・シャーンドルとファルカシュ・フェレンツに作曲、カドシャ・パールにピアノ、ヴェイネル・レオに室内楽を学ぶ。当初は尊敬するバルトークに教わることを望んでいたため、バルトークの訃報は彼に大きな衝撃を与えた。リゲティ・ジェルジュとは、1945年9月初旬に行なわれたブダペストのリスト音楽院の作曲専攻の入学試験で出会い、その友情は生涯にわたった。1951年にピアノと室内楽で卒業、1955年に作曲の学位も得る。
1950年代前半、ハンガリーではスターリン主義政権によりバルトークの後期作品は禁止されており、50年代後半までシェーンベルクや中後期のストラヴィンスキーの音楽が禁止されていた。この束縛を逃れるため、ハンガリー動乱後の1957年から1958年にかけてパリに留学し、ダリウス・ミヨー、オリヴィエ・メシアンの授業に出席した。この頃、ウェーベルン、サミュエル・ベケットの演劇から影響を受け、自身の音楽的思考へ深化させる。この結果が、1959年にブダペストに帰ってから作曲された『弦楽四重奏曲Op.1』である。また、この時期にハンガリー人で芸術心理学者のマリアンヌ・シュタインと共に働く。彼は、最も深い影響を受けた人物として、少年時代テメシュヴァール（ルーマニア地名 ティミショアラ）で指導を受けたカルドシュ・マグダとマリアンヌ・シュタインの名をあげている。『弦楽四重奏曲Op.1』と後の『カフカ断章』はマリアンヌ・シュタインに献呈されている。
1958年から1963年までブダペストのバルトーク・ベーラ音楽高校、1960年から1968年までハンガリー国立フィルハーモニー管弦楽団のトレーナーを務める。1967年、フランツ・リスト音楽院の教授となる。最初はピアノ、後に室内楽を教える。教え子にはシフ・アンドラーシュ、コチシュ・ゾルターンらがいる。1971年、Deutscher Akademischer Austauschdienst (DAAD) の奨学金を得て西ベルリンに滞在する。1973年、ハンガリーのKossuth賞受賞、1985年フランス政府から芸術文化勲章を授与される。

## 受賞歴
- Erkel Prize in 1955年、1969年
- Kossuth Prize (1973年)
- UNESCO's International Rostrum of Composers (1983年)
- Music Prize of the Prince Pierre of Monaco Foundation (1993年)
- International Antonio Feltrinelli Prize (1993年)
- Composers Award of the State of Austria (1994年)
- Denis de Rougemot Prize of the European Festivals Association (1994年)
- Kossuth Prize for Lifetime Achievement (1996年)
- Austrian Decoration for Science and Art (1997年)
- Composers Award "Promotion of the European economy" (1998年)
- エルンスト・フォン・ジーメンス音楽賞 (1998年)
- Honorary Prize for Art and Science of the Institute for Advanced Study Berlin (1999年)
- Pour le Mérite for Science and Art (1999年)
- Foundation for Contemporary Arts Grants to Artists Award (2000年)
- Commander with Star of the Order of Merit of the Republic of Hungary (2001年)
- John Cage Award (2003年)
- Sonning Award (2003年、デンマーク)
- Grand Cross of Merit of the Republic of Hungary (2006年)
- グロマイヤー賞 作曲部門 (2006年、アメリカ)
- Golden Lion of the Venice Biennale for lifetime achievement (53rd International Festival of Contemporary Music; 2009年)
- Zurich Festival Prize (2010年)
- Royal Philharmonic Society Gold Medal (2013年)
- BBVA Foundation Frontiers of Knowledge Award in Contemporary Music (2014年)
- ショック賞 音楽芸術部門 (2020年)
- ウルフ賞芸術部門(2024年)[1]

## 作曲作品の演奏
1981年にパリでチェンゲリ・アドリエンヌ（ソプラノ）、シルヴァン・カンブルラン（指揮）、アンサンブル・アンテルコンタンポランにより初演された『亡きR.V.トリュソーヴァのメッセージ / リンマ・ダロスによる21の詩』でハンガリー国外でも知られるようになり、世界的に高い評価を受けるようになった。この曲以降も声楽・合唱曲はクルターグにとって重要な分野の一つとなっている。
1986年に音楽院を退職するが、1993年までいくつかのクラスで教えた。1993年から1995年にベルリン・フィルハーモニー管弦楽団のレジデンス作曲家を務め、1994年『石碑 Op.33』はクラウディオ・アバド指揮で初演された。
長く暖めていた空間音楽を実現したのがピアノとアンサンブルのための『...quasi una fantasia...』である。長音階の単音の下降から始まる1楽章は、長音階の断片を弾くピアノソロと、小さな鈴のような様々な打楽器によって創られている。深い沈黙と様々に鳴る打楽器によるこの曲からは、まるで俳句のような世界が感じられる。すぐさま、衝撃的な強烈な打楽器にヴィルトゥオーソのピアノが続く。このような二元の世界の共存はまさにクルターグである。1988年10月のベルリン音楽祭のために書かれ、ゾルターン・コチシュ（ピアノ）、エトヴェシュ・ペーテル（指揮）、アンサンブル・モデルンの演奏で初演された。『ヴァイオリン、ヴィオラとオーケストラのためのコンチェルタンテ 裕美と賢へ』Op.42は、まるでこの『...quasi una fantasia...』に回帰するように作曲されているのが興味深い。
クルターグは寡作の作曲家であり、たえず作曲に苦しむ。ブダペストでは、「とうとうクルターグが作曲したそうだよ」「それはよかった。それで何を?」「たったたった一つのゲネラル・ポーゼを」という笑い話が語られた程であった。しかし実は毎日のように、まるで手紙や日記のように、友人達にあてた小品を作曲している多作の作曲家でもある。ピアノのための『遊び（Jatekok）』は1973年に第1巻が出版された。1・2巻は、テーケ・マリアンヌを教育的な協同者として、様々な図形を用いて作曲された。最初のピアノ教師であるカルドシュ・マグダに献呈され、「花、人…」とモットーしている。
クルターグは、「子どもがピアノに触れた瞬間から、全鍵盤の上を自由に走り回れたらという考えが、この作品集を生んだ」と前書きを書き始めている。現在8巻までが出版されている。4巻は、連弾と二台のピアノのための作品。5巻以上は、手紙や日記のようなクルターグの作品が収められている。
クルターグは、子どもとおとな、初心者と専門家を区別しない。初心者の子どもが弾く、第1巻1番の「無窮動」や2番「手のひら弾き」3番「花、人…」「結び目」、2巻「Fisのアンティフォーネ」などは、クルターグのリサイタルでほとんど必ず演奏される。
2006年2月には、ブダペストで2月15日から19日の5日間にわたって、それまでの代表作による80歳記念演奏会が行われ、『クルターグ』という著書や記念演奏会CDが出版された。
2009年1月31日と2月1日には、カーネギー・ホールで、作品展が行なわれた。31日には、『アンナ・アフマートヴァによる4つの詩』Op.41(1997-2008）が世界初演された。クルターグ夫妻は、二人のソロと四種連弾によるピアノ・コンサートを40年近く行っている。クルターグは、グランド・ピアノの音色を好まない。このカーネギーホールのコンサート以来、終始ソフト・ペダルを踏んだアップライト・ピアノを用い、子息クルターグ・ジュニアのPAによって演奏会を行っている。プログラムは、自身のピアノ小品集『ヤーテーコック（遊び）』1-8巻、『バッハの編曲集』1-2巻からの抜粋。これらの譜面はEditio Musica Budapestより出版されている。
2010年11月2日、パリ・オペラ座ガルニエ宮演奏会　－パリ 秋の音楽フェスティヴァルー　第一部クルターグ夫妻ピアノ・リサイタル、第二部、「コリンダ・バラード（Colinda-Balada）」Op．46（テノールと2重合唱と楽器群のための）と「アンナ・アフマートヴァの詩による四つの歌」Op．41（ソプラノと楽器群のための）のパリ初演。
2012年9月22日、パリのシティ・ホール、クルターグとクルターグ夫人マルタによる演奏。作品は、バッハの編曲と『ヤーテーコック（遊び）』から。アンコール5回を入れて90分間、休憩なしの演奏。
2013年12月1日、12月１日、ロンドンのクイーン・エリザベス・ホールで、クルターグ・ジエルジュ、ロイヤル・フィルハーモニック協会のゴールド・メダル受賞記念コンサート。第一部は、アムステルダム在住のヴァイオリニスト菊池裕美のソロで、クルターグ作曲「ヒパルテイータ」作品43（2000-04年）。第二部は、クルターグ夫妻による自作（バッハの編曲作品が含まれる）によるソロとドゥオのリサイタル。
2016年2月14日-25日。クルターグ生誕90年を祝うフェスティヴァル「Kurtág 90」、連続のガラ・コンサート。会場：BMC大ホール、リスト音楽大学大ホール、国立オペラ座。プログラムは、初期の作品、あまり知られていない作品など多数。楽譜が2冊（コピーされた『遊び　ピアノのために』の手書きの原譜『コチシュ・ゾリのためのノート』と『エジプトのカップルー未知への途中（アップライトピアノをソルデイーノ・ペダルで』）出版された。
ベケットによるオペラFin de Partieは、2018年に初演された。

## 作風
厳格にして寡作。クルターグの作風の特徴は、例えば類ないシンプルな表現とヴィルトゥオーソがというようにいつも正反対とも言える表現が一つのものとして共存していること、「沈黙」の重要性（クルターグは「沈黙」は、魂が決めると言う）、噪音を好む、独特の音色感（アンサンブルには必ずハンガリーの民族楽器チンバロンを用いるが、多くの場合ハープと共用する、グランド・ピアノとアップライト・ピアノを共用したりするなど）、非常にメッセージ性が強いこと。従って、初演から多くの支持を得、各地で再演が繰り返される。
クルターグはいかなる局面においてもバルトーク同様「作曲のレッスンを行うことはできない」と一切の師弟関係を禁じている。

## 家族
息子のジェルジュ・クルターグ・ジュニアも作曲家であり、シンセサイザーを用いた即興演奏の奏者である。父、クルターグ・ジェルジュのハンガリーのブダペストで行なわれた生誕80周年の記念連続演奏会で、初めてコラボレーションを行なった。2016年2月14日-25日、クルターグ生誕90年を祝う連続ガラ・コンサートがブダペストで行われた。妻クルターグ・マルタもクラシック・ピアニストだったが、すでに亡くなっている。

## 主要作品
- 『弦楽のための四重奏曲』Op.1
- 『管楽のための五重奏曲』Op.2
- 『The sayings of Peter Bornemisza』Op.7：ソプラノとピアノのための
- 『4つの奇想曲』Op.9：ソプラノと室内アンサンブルのための
- 『ミハーイ・アンドラーシュへのオマージュ～弦楽四重奏のための12のミクロリュード』Op.13
- 『シュテファンへの墓石　-ギターと楽器群のための』　1978-79年　Op.15c
- 『亡きR.V.トュローソヴァのメッセージ / リンマ・ダロスによる21の詩』Op.17
- 『小説の情景 / リンマ・ダロスの詩による15の歌』Op.19
- 『ヨーゼフ・アッティラ断章』Op.20
- 『デジェー・タンドリの詩による8つの合唱曲』Op.23
- 『カフカ断章』Op.24
- 『...幻想曲風に...（...Quasi una fantasia...）』Op.27-2：ピアノ協奏曲
- 『サミュエル・ベケットの詩による「言葉とは何だ」』アルト朗唱、重唱と室内楽アンサンブルのための（ハンガリー語と英語）1991年Op.30b
- 『石碑』Op.33：管弦楽のための（1994）
- 『バリトンのためのヘルダーリン歌曲集』Op.35a
- 『...pas a pas - nulle part...（サミュエル・ベケットの詩による）』Op.36
- 『ヴァイオリン、ヴィオラとオーケストラのためのコンチェルタンテ　裕美と賢へ』Op.42（2003年　コペンハーゲン初演）
- 『Hipartita for Solo Violin』Op.43(1987-2005 ベルリン初演）
- 『遊び（Jatekok）』：ピアノ1台または2台のための1巻ー8巻
- 『無伴奏ヴィオラのための9つの小品』
- 『ヴィオラと管弦楽のための楽章』
- 『Signs, Games and Messages』
- 『アンナ・アフマートヴァによる4つの詩』Op.41(1997-2008）（2009.1　カーネギーホール初演）
- 『コリンダ・バラード』Op.46 合唱・楽器群・テノール・ソロ（2009.3　ルーマニア・クルジュ・ナポカ初演）
- 『Fin de Partie』（2018.12　イタリア・ミラノ初演）